# Municipio de Bridgewater (Ohio)
El municipio de Bridgewater (en inglés: Bridgewater Township) es un municipio ubicado en el condado de Williams en el estado estadounidense de Ohio. En el año 2010 tenía una población de 1474 habitantes y una densidad poblacional de 16,78 personas por km².

## Geografía
El municipio de Bridgewater se encuentra ubicado en las coordenadas 41°39′36″N 84°38′7″O / 41.66000, -84.63528. Según la Oficina del Censo de los Estados Unidos, el municipio tiene una superficie total de 87.85 km², de la cual 87,39 km² corresponden a tierra firme y (0,52 %) 0,46 km² es agua.

## Demografía
Según el censo de 2010, había 1474 personas residiendo en el municipio de Bridgewater. La densidad de población era de 16,78 hab./km². De los 1474 habitantes, el municipio de Bridgewater estaba compuesto por el 97,9 % blancos, el 0,34 % eran afroamericanos, el 0,07 % eran amerindios, el 0,14 % eran asiáticos, el 0,81 % eran de otras razas y el 0,75 % eran de una mezcla de razas. Del total de la población el 5,36 % eran hispanos o latinos de cualquier raza.